# مستندنما

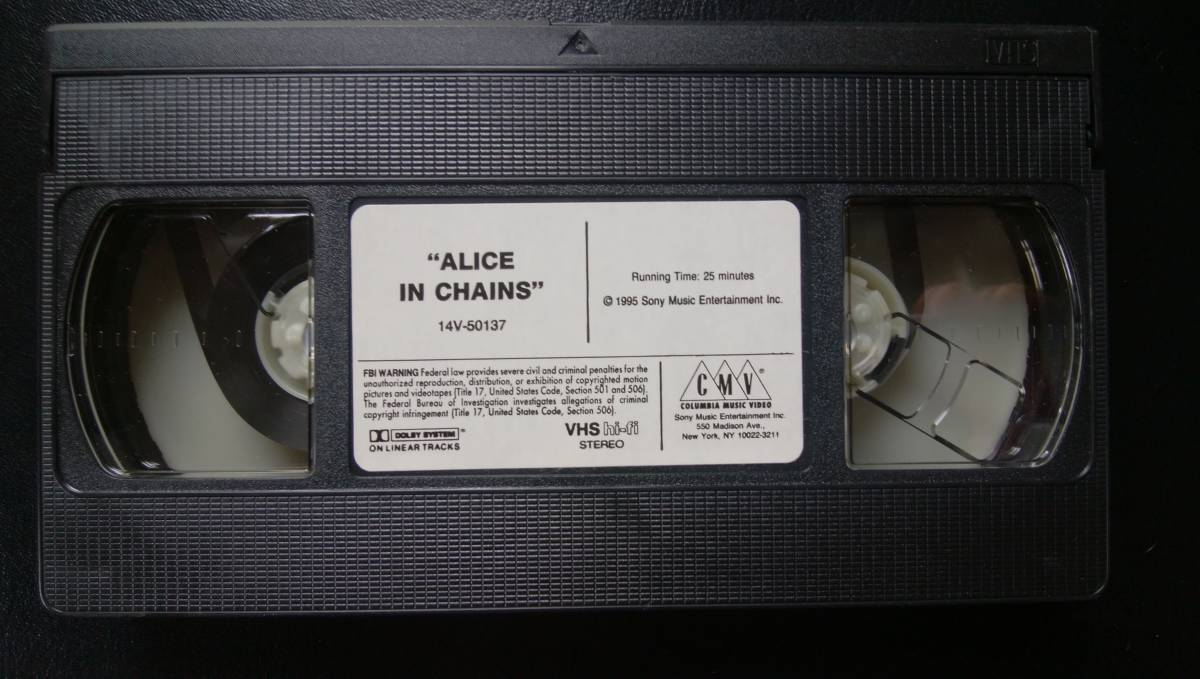
مستندنما

مستندنما یا ماکیومنتری (به انگلیسی: Mockumentary) نوعی فیلم یا مجموعه تلویزیونی است که رویدادهای خیالی را با استفاده از تکنیک‌های فیلم‌سازی و فیلم‌برداری در قالب یک مستند واقعی نشان می‌دهد. معمولاً اگر شبه‌مستند حالت طنز و شوخی را نیز در خود داشته باشد به آن مستندنما می‌گویند.
گونه مستندنما می‌تواند دارای ساختار دراماتیک، طنز یا طنز تلخ باشد. معمولاً برای ساختن مستندهای تاریخی نیز از این گونه استفاده می‌شود.
اگرچه این ژانر در بهره‌گیری از عناصری همچون پی‌رنگ ساختگی، واقع‌نمایی، بازیگر، تصاویر بایگانی و برخی موارد دیگر با ژانر مستند داستانی همانندی دارد، اما با آن متفاوت است.